# Dragon Age: Inquisition
Dragon Age: Inquisition je RPG videohra vyvinutá firmou BioWare a distribuovaná firmou Electronic Arts. Je volným pokračováním předešlých dílů Dragon Age: Prameny a Dragon Age II. Hra vyšla 21. listopadu 2014.

## Děj
Postava hráče se objeví se znamením – "kotvou" – na své ruce a zjistí, že s její pomocí může uzavírat trhliny do Úniku, postava hráče si nepamatuje co se stalo. Zmatenou postavu zajme hledačka (seeker) Cassandra, protože je hlavním podezřelým za útok na koncil, při kterém byla zabita Božská Justina a na obloze vznikla trhlina do úniku.
Cestou je vězeň ozbrojen a pomáhá Cassandře i uprchlíkům, do bezpečí Útočiště, potká Varrica (Hawkův parťák z DA II) a elfa Solase, oba se přidají do družiny. V Útočišti (Haven) se hráč setkává s Lelianou (členka družiny Hrdiny Fereldenu z DAO), templářem Cullenem a diplomatkou Jesephinou.
Kruhy mágů padly, což zavinil Anders v DA II, Oltář je bez vedení a ze všech mágů se vlastně staly odpadlíci. Je založena inkvizice, bez jakékoliv podpory a hráčova postava, protože jako jediná může uzavírat trhliny, je ustavena do vedení.
Inkvizitor prozkoumává okolí, rozšiřuje vliv inkvizice a naverbuje nové společníky. Později získá nové spojence templáře, nebo mágy a s jejich pomocí uzavře trhlinu na obloze. Tento čin vyprovokuje Corypheuse (bývalý trevinterský magistr, který touží stát se bohem. Hawke ho již zabil v DA II, ale našel si způsob jak se oživit) zaútočit na Útočiště, spolu se svým drakem, aby zničil inkvizici hned na počátku. Útočiště padne, ale inkvizici to nezlomí, najde si nové sídlo opuštění hrad Nebetvrz (Skyhold).
Inkvizice potřebuje získat podporu císařství Orlais, inkvizitor v Zimním paláci shromáždí důkazy a odhalí intriky a odhalí spiknutí Florianne, sestřenice císařovny Celene, která se spolčila s Corypheusem a pokusí se císařovnu zabít, což ji inkvizitor může i umožnit. Císařovnou může být nadále Celene, nebo její bratranec Gaspard, popřípadě i Briala. Pokud inkvizitor nashromáží dost důkazů, může přesvědčit Celene, Gasparda a Brialu aby vládly spolu. Florianne může být zabita inkvizitorem, nebo může i zůstat naživu, pokud inkvizitor domluví spolupráci vládců. Po návštěvě Zimního paláce se k inkvizici připojí čarodějka Morrigan (členka družiny Hrdiny Fereldenu v DAO), pokud má dítě, tak i se svým synem Kieranem.
Inkvizitor musí pomoci šedým strážcům, které trápí "volání", které je vábí do hlubokých cest, kde zemřou v boji se zplozenci, toto volání imituje Corypheus. Šedí strážci jsou jediní, kteří mohou porazit arcidémona a tedy Nákazu. V tomto úkolu pomůže inkvizitorovi i šampion Kirkwalu Hawke. Šedí strážci jsou voláním natolik vyděšeni, že se mnozí přidají k sektě, pod vlivem Coryphea, provozující krvavou magii. Inkvizice je donucena zaútočit proto na Nezdolnou pevnost, sídlo strážců, a krvavou magii u strážců vymýtit, pevnost doletí bránit Corypheův drak, a tak nedopatřením inkvizitor použije svou kotvu a skončí hmotně v úniku. V úniku potkává ducha Božské, která inkvizitorovi pomáhá dostat se z úniku ven. Inkvizitor také zjišťuje, že ke kotvě došel náhodou, při Corypheově rituálu, kterým zabil Božskou, Božská poté v úniku inkvizitorovi pomohla, vlastně inkvizitorovi zachránila život. Než se všichni z úniku dostanou, je nutné aby se Straud (poslední starší šedý strážce), nebo Hawke obětoval a zachránil ostatní před příšerou. Po vystoupení z úniku se šedí strážci mohou přidat k inkvizici, nebo mohou být vyhoštěni z Orlais.
Morrigan se domnívá, že Corypheus hledá v elfských ruinách zrcadlo Eluvian, které umožňuje cestovat fyzicky do úniku, o tuto schopnost došel ztrátou kotvy. Corypheus chce ale využít studnu zármutku, která by mu mohla dát velkou moc. Studnu střeží elfové, inkvizitor zlikviduje Corypheusovi nohsledy, v čele se Sansonem, za splnění určitých podmínek, mohou elfové povolit použít studnu, pokud ne tak si Morrigan uzme studnu násilím a elfa Abelase zabije. Poté se ze studny zármutku může napít buď Morrigan, nebo inkvizitor. Tímto se studna zničí, Corypheus, došel pozdě a inkvizitor se pomocí Eluvianu dostává zpět do Nebetvrze. Díky schopnostem získaných ze studny zármutku se Morrigan, nebo inkvizitor dozvídá o Corypheusových plánech. Schopnosti studny ale přináší i povinnost "sloužit" Mythal, elfské bohyni, kterou je vlastně Flemeth, matka Morrigan.
Inkvizitor zjišťuje, že Corypheuse nelze zabít, protože se po smrti může opět zhmotnit v jiném těle, o tuto schopnost by došel, kdyby zemřel jeho drak, se kterým je propojený. Inkvizitor se ve chrámu Mythal pokusí získat svého draka. V chrámu se setká s Flemeth, která se rozhodne inkvizitorovi pomoci. Pokud se ze studny napila Morrigan, tak bude mít schopnost sama se proměnit v draka, zjišťuje ale, že ji ze získané moci přicházejí i povinnosti sloužit Mythal, tedy své matce, se kterou má velmi špatné vztahy. Pokud se napil inkvizitor, tak si musí ochočit draka. Cassandra, Leliana, nebo Vivienne se mohou stát novou Božskou, inkvizitor může podpořit je jednu.
V závěrečné bitvě je zabit drak, s pomocí Morrigan, nebo spřáteleného draka, a následně Corypheus, všechny postavy souboj přežijí, je Solas po bitvě odejde, neznámo kam. Z inkvizice se stane velmi mocná organizace a z inkvizitora hrdina. Závěrečná animace se liší na základě inkvizitorových rozhodnutí.
V dovětku, po závěrečných titulcích, se Solas setká s Flemeth, Solas lituje toho, že elfský orb, který měl Corypheus, se při porážce Corypheuse zničil. Solas mu ho pravděpodobně sám dal. Flemeth Solasovi padně do náruče a rozplyne se, načež na Solase přestoupí její síla, nebo spíše do něj vstoupí Mythal.

## NPC Postavy

### Družina
- Cassandra – hledačka, známá už z DA II, válečnice, romance s mužem
- Solas – elfský mág, romance s elfkou
- Varric – trpaslík známý z DA II, lotr, spisovatel a obchodník
- Vivienne – První čarodějka z Orlais, mág
- Cole – duch slitování v lidském těle, lotr
- Sera – elfka, lotr, romance se ženou
- Blackwall – šedý strážce, válečník, romance se ženou
- Dorian – trevinterský mág, romance s mužem
- Iron Bull – Qunarijský válečník, romance se ženou i mužem

### Zázemí inkvizice
- Leliana – členka družiny hrdiny z Fereldenu, zvědmistryně
- Josephine – diplomatka inkvizice, romance se ženou i mužem
- Cullen – známý z obou předešlých dílů, kapitán vojsk inkvizice, romance se ženou

## Vývoj
- Dragon Age: Inquisition se bude odehrávat opět v Thedasu, který bude sužovat chaos, Oltář se bude nacházet ve válce s mágy, Templáři a Hledači pravdy se od Oltáře odtrhnou. Pravděpodobně z počátku hry se "roztrhne" nebe, čímž se otevře vstup do Úniku, přes otvor vniknou na zem démoni.
- Hráči si budou moci u své postavy zvolit pohlaví, povolání i rasu (což u DAII nebylo možné) na výběr bude člověk, elf, trpaslík a Qunari. Rozsáhlé možnosti by měl nabízet i editor vzhledu. Postava bude vůdcem Inkvizice, zpočátku slabé, vývoj Inkvizice určí hráč svými činy.
- Mapa by se měla rozkládat od Fereldenu až po Orlais, svět by měl být rozsáhlý a otevřený, ve hře bude možné využívat koně, či jiná přepravní zvířata. Hráči navštíví Svobodné marky, Nevarru a Dalfsko.
- Boj by měl být spíše taktický, ovlivňovat ho budou dynamické změny počasí i terén. Má být podobný spíše bojovému systému z Dragon Age: Prameny.
- Hráči mohou své prostředí ovlivňovat například tím, že zařídí obchodní cesty, vybojují území nebo poruší ekosystém.
- Ve hře budou opět spolubojovníci, bude jim možné vylepšovat brnění, byť jejich vzhled bude víceméně neměnný.
- Ve hře bude kladen velký důraz na možnost volby, hru ovlivní savy z předchozích dílů.
- Ze známých postav se určitě vrátí Morrigan, Casandra a Varric. Noví potvrzení spolubojovníci budou: Solas (kouzelnický odpadlík a expert na Únik), Sera (elfí lučištnice), Iron Bull (nájemný Qunari žoldák).
- Bude možné sbírat různé suroviny a pomocí nich si vylepšovat zbroj.
- Hra bude mít 40 různých konců. BioWare tvrdí, že tyto konce budou opravdu rozdílné a ne jen malé variace, jak bývá zvykem.

## Dodatečně vydaný obsah (DLC)
- The black Emporium – přidává do hry černý trh a zrcadlo, ve kterém si může inkvizitor kdykoliv upravit svůj vzhled. DLC je k dispozici zdarma.
- Jaws of Hakkon – Příběhové DLC, ve kterém inkvizitor pátrá po posledním Inkvizitorovi původní Inkvizice, která existovala ještě před vytvořením Oltáře. Dostupné je po usídlení inkvizice v Nebetvrzi.
- The Descent – DLC zavede inkvizitora do Hlubokých cest, Orzammar má problém, protože doly na lyrium jsou zničeny, případně ohroženy, zemětřesením. Dostupné je po usídlení inkvizice v Nebetvrzi.
- Trespasser – poslední DLC dovypráví celý příběh, po dohrání tohoto DLC se kompletně ukončí hra, bez možnosti pokračovat v průzkumu světa. Odehrává se dva roky, po konci hry a nejmocnější osoby Thedasu mají rozhodnout o tom, zda bude tato organizace nadále existovat. Do nejistoty, vstoupí nečekané problémy s Qunari, které pomohou dokázat, že i po porážce Coryphea má existence Inkvizice smysl.

## Česká lokalizace
Hra nebyla oficiálně lokalizována do českého jazyka, překlad hry zajistili fanoušci z portálu www.rpgcestiny.cz, stejně jako u Dragon Age II.